# Grafveld Het Heike
Het grafveld Het Heike is een grafveld waarin zich minstens 27 graven hebben bevonden, gelegen bij Klein-Ravels in de gemeente Ravels in de Belgische provincie Antwerpen.
Deze begraafplaats is gebruikt in de periode van de late bronstijd tot in de vroege ijzertijd (1100 - 475/450 v.Chr.). Conform de gebruikelijke begrafenisrituelen in de Kempen werden de doden hier gecremeerd, waarna de resten bijgezet werden in een grafheuvel of vlakgraf in een aardewerken pot. Zelden werden er bijgaven meegegeven. De aanwezige urnen waren van het Harpstedt-aardewerk, die typerend zijn voor de vroege ijzertijd. Men vond verder één kleiner bijpotje, een Eierbecher.
De grafheuvels hadden een doorsnede van vijf tot zes meter. Een deel van de vlakgraven had een omringde structuur in de vorm van een kringgreppel of palenkrans. Het grafveld met de 27 grafmonumenten betrof 16 grafheuvels en 11 vlakgraven. Van de grafheuvels noteerde men er 3 zonder randstructuur, 10 met een kringgreppel en 3 met een dichte krans van palen. Van de vlakgraven hadden er 5 een kleine kringgreppel en 6 hadden geen randstructuur.
In 1984-1985 werd hier het archeologisch onderzoek uitgevoerd door de Nationale Dienst voor Opgravingen, thans het Vlaams Instituut voor het Onroerend Erfgoed geheten.
Thans liggen er 12 gerestaureerde grafheuvels.